# Św. Tomasz z Vilanueva uzdrawia chromego
Św. Tomasz z Vilanueva uzdrawia chromego – powstały w 2. poł. XVII w. obraz autorstwa hiszpańskiego barokowego malarza Bartolomé Estebana Murilla.
Dzieło znajduje się w zbiorach Starej Pinakoteki w Monachium. Artysta przedstawił cud znany z biografii św. Tomasza z Villanueva.